# Langues viétiques
Les langues viétiques ou viêt-muong sont un rameau de la branche môn-khmer des langues austroasiatiques. Elles sont parlées au Laos, en Thaïlande et au Viêt Nam. 

## Liste
Au nombre de 10, ces langues sont classées de la manière suivante :
- Groupe chut (3 langues) :
  - Arem (en) (Viêt Nam) ;
  - Chut (Viêt Nam) ;
  - Maleng (en) (Laos),
- Groupe cuoi (en) (2 langues) :
  - Hung (Laos) et
  - Tho (Viêt Nam),
- Groupe muong (3 langues) :
  - Bo (Laos) ;
  - Mường (Laos, Viêt Nam) ;
  - Nguôn (Viêt Nam),
- Thavung (en) ou aheu (Thaïlande),
- Vietnamien (Viêt Nam).

## Proto-langue
Le proto-viêt-muong selon Michel Ferlus:

### Animaux
| nom commun (français)          | nom scientifique         | proto-viêt-muong                      |
| ------------------------------ | ------------------------ | ------------------------------------- |
| antilope, bouquetin, serow     | Capricornis sumatraensis | *kɛh                                  |
| chevrotin                      | Tragulus javanicus       | *t-rɛːw                               |
| blaireau                       | Arctonyx collaris        | *m-luːr                               |
| hérisson                       | Atherurus macrourus      | *c-kalʔ                               |
| pangolin                       | Manis javanica           | *k-ruːt                               |
| rat de bambou                  | Rhizomys                 | *-tuːjʔ / *-duːs; *k-buːj; *kanʔ      |
| toupaye                        | Tupaia glis              | *k-caːk; *suaɲʔ < *s-vaːɲʔ (?); *vɔːc |
| écureuil volant, galéopithèque | Galeopterus variegatus   | *pɛːl                                 |
| tortue d'eau douce             | Trionyx                  | *beːt; *bɨr; *p-taːs                  |
| varan                          | Varanus nebulosus        | *tr-kɔːt                              |
| iguane                         | Varanus salvator         | *t-riːʔ                               |

### Plantes
| nom commun (français) | nom scientifique        | proto-viêt-muong         |
| --------------------- | ----------------------- | ------------------------ |
| amarante épineuse     | Lasia spinosa           | *-ceːɲ                   |
| artocarpus            | Artocarpus              | *sɛːn                    |
| baccaurée             | Baccaurea sapida        | *p-cuː                   |
| bambou                | Dendrocalamus           | *k-taːŋ                  |
| bambou mince          | Thyrsostachys siamensis | *-naːʔ                   |
| carambole             | Averrhoa carambola      | *k-leːl / *k-reːl        |
| choux moutarde        | Brassica                | *kaːs                    |
| courge cireuse        | Benincasa cerifera      | *k-biːrʔ / *k-piːrʔ      |
| faux kapokier         | Bombax                  | *-kaːwʔ                  |
| galanga               | Alpinia galanga         | *b-laːs; *b-riɛŋ         |
| gourde calebasse      | Lagenaria               | *buː                     |
| liseron d'eau         | Ipomoea sp.             | *ɓɔːŋʔ                   |
| millet                | Setaria                 | *k-hiɛl > *kiɛl; *s-kɔːj |
| sorte de liane        | Entada scandens         | *-lɛːp                   |
| sycomore              | Ficus glomerata         | *t-ruːŋ                  |
| éponge végétale       | Luffa                   | *ɓɨəp; *ɓɨəp / *buop     |